# Iglesia de Nuestra Señora de la Asunción (Meco)
La iglesia parroquial de la Asunción de Nuestra Señora es un templo católico situado en la localidad española de Meco. Cuenta con el estatus de Bien de Interés Cultural.

## Historia
La iglesia de la Asunción es anterior a 1487, como se deduce de la bula de Meco. En las relaciones de Felipe II se habla del inicio de la construcción de una nueva iglesia alrededor del año 1540. Por la documentación que hay, la iglesia se iniciaría sobre 1548. Ambrosio de Morales (1513-1591) relata en 1568 la llegada a esta iglesia de las reliquias de los Santos Justo y Pastor procedentes de Huesca, camino de Alcalá de Henares. Participaron maestros de cantería cántabros como Juan de Ribero y su hermano Nicolás de Ribero, fallecido en 1598, que trabajó en la cubierta y cerró la obra principal.
Fue declarada monumento histórico-artístico, de carácter nacional el 26 de febrero de 1982.

## Arquitectura
La planta del templo es de tipo basílica, de salón, de tres naves de igual altura, más ancha la central. Hay elementos góticos, barrocos y hasta neoclásicos. Se aprecia la influencia de Diego de Siloé (1495-1563). La cubierta gótica es soportada por columnas de grueso fuste, con capiteles de estilo toscano y basas clásicas. Sobre estas columnas descansan las nervaduras tardogóticas de la cubierta para formar una bóveda de terceletes. Las tres secciones de la iglesia, el centro y los lados están cubiertos por bóvedas de crucería. El crucero está ocupado por una gran cúpula interior. El coro, situado a los pies del templo, donde se proyectó en los comienzos la primera entrada principal al templo, está sostenido por dos arcos de medio punto, a los lados, y un gran arco carpanel central.
Los cuatro primeros tramos (secciones) del templo, los más antiguos, son de cantería (piedra). Más modernos, del siglo XVIII, son el tramo de la cúpula, el altar mayor y la torre que se construyeron en ladrillo con acabados de piedra caliza en los ángulos (las esquinas). La cubierta es a dos aguas y los muros se apoyan en nueve contrafuertes (tres al norte, cuatro al sur y dos al oeste), y otros dos colocados en ángulo a los pies (oeste).
La cúpula tardía se realizó según las trazas que dio Teodoro Ardemans (1661-1726), maestro mayor de obras del primer rey de la actual dinastía borbón, Felipe V. Descansa sobre pechinas que voltean sobre arcos de medio punto peraltados (elevados) y que decoran con óvalos dispuestos para pintar, como aún puede verse tras la última restauración. Sobre las pechinas, una cornisa volada que sirve de partida a un tambor cilíndrico en que se alternan huecos rectangulares y moldurados. Ventanales ovalados iluminan el crucero. La cúpula se cierra al exterior en forma de torre o cimborrio con chapitel abarrocado, rematado con una torre o campanario de cúpula. Es obra de los hermanos Feliciano, Julián y Casimiro Cornejo, quienes participaron en muchas otras obras de las diócesis de Toledo, Alcalá y Guadalajara (segunda mitad del siglo XVIII).
La torre de la iglesia de Meco se situó en la cabeza, lado este. Está construida en ladrillo y baldosas de piedra. Se estructura en cuatro cuerpos, separados por cornisas de piedra caliza, de los que el último se dedica a campanario. Queda rematada con chapitel ligeramente curvado y, sobre él, leve linterna con bola y cruz. En el ángulo formado por la cabeza rectangular hay una ventana y, encima, una pequeña cruz de piedra blanca. Al pie de la cruz una calavera con dos huesos cruzados y la leyenda, recientemente destapada del todo, "Acuérdate de mi Año de 1668", porque junto a esta pared estaba el antiguo osario del desaparecido cementerio parroquial. 
Como tantas torres de iglesias, es refugio de aves varias como cigüeñas, palomas, vencejos y especialmente el cernícalo primilla, que ocupa decenas de nidales y mechinales, instalados recientemente, para la conservación de la colonia de esta ave protegida.
La fachada del costado norte está hecha de granito en estilo herreriano tardío, con puerta adintelada flanqueada por columnas corintias. En la parte superior hay una hornacina ocupada por una estatua de San José. Originariamente aquí estuvo la Virgen de la Asunción, lo que indica que esta era la entrada al templo antes de la reforma del XVIII. La puerta del lado sur, de granito, se abrió durante los trabajos de la torre, y es el acceso actual. Está rematada con una escultura barroca de la Asunción de la Virgen. El edificio descansa sobre una formidable barbacana con contrafuertes y pináculos embolados (al modo escurialense), solo por el lado sur.
La grandiosidad del templo es apreciable desde cualquier punto e impresiona por su calidad y dimensiones. Destaca sobre el llano de la campiña del Henares y sobre el que fuera el pequeño pueblo de Meco hasta recientemente. En las últimas décadas, el urbanismo de las inmediaciones amenaza con ocultar en parte el monumento.

## Interior del templo
La nave de la epístola (a la derecha, mirando al altar mayor) está dominada por el retablo barroco sobredorado de Santa Rita, flanqueado por columnas corintias. Ocho ángeles en diversas actitudes ocupan el espacio del centro de la parte superior. El altar está bajo una pintura al fresco que representa a San Pastor dentro de un óvalo. Aquí se encuentra el Sagrario de oro y esmaltes que reproduce el frontal del altar románico de Avia. Al un lado de esta nave se encuentra la capilla dedicada a la Virgen del Carmen con retablo neoclásico.
La capilla mayor está dedicada a la patrona del templo y destaca su hermoso retablo dorado barroco, dedicado a la asunción de la Virgen, con arquitectura y escultura barroca.  Realizado por el entallador José Pérez, del dorado y policromado se encargó Próspero Mortola en 1742/43. Fue restaurado en la primera década del siglo XXI. La imagen de la Virgen, que ocupaba el centro, y los ángeles desaparecieron al comienzo de la guerra civil española (1936-39), quemadas por milicias republicanas. El conjunto está coronado por un gran Trinidad barroca. En la parte inferior, en el nicho que ocupan la Asunción, un grupo formado por los Santos Justo y Pastor, y en la otra los Padres de la Iglesia, San Agustín y San Gregorio. La composición recuerda las obras del gran imaginero Salzillo, en Murcia. 
El retablo que precedió al actual, de 1537, contenía doce hermosas pinturas de 1,20 m X 1 m aproximadamente, obra de Juan Correa de Vivar; Se conservan seis que se han sido restauradas y declaradas bien de interés cultural. Son las siguientes: la Anunciación, la Visitación, la Adoración de los pastores, Adoración de los Reyes (puede reconocerse a Carlos V como rey Gaspar), la Verónica y el Descendimiento. 
En la nave del evangelio, bajo el óvalo con la imagen de San Justo, hay otro altar barroco que está dedicado a la Inmaculada. En ese lado se ubican la Sacristía, que conservan ricos ornamentos de culto, y una capilla del siglo XVI, cerrada con una gran reja de hierro forjado. Dentro de esta capilla, junto a la pared, está la tumba en mármol del Dr. Juan Gutiérrez Sanz así como una lápida recordatoria.

## Culto católico
Parroquia de la Asunción de Ntra. Señora
Pza. de la Constitución, s/n. 28880 Meco - Tel.: 91 886 08 79.

## Galería de imágenes

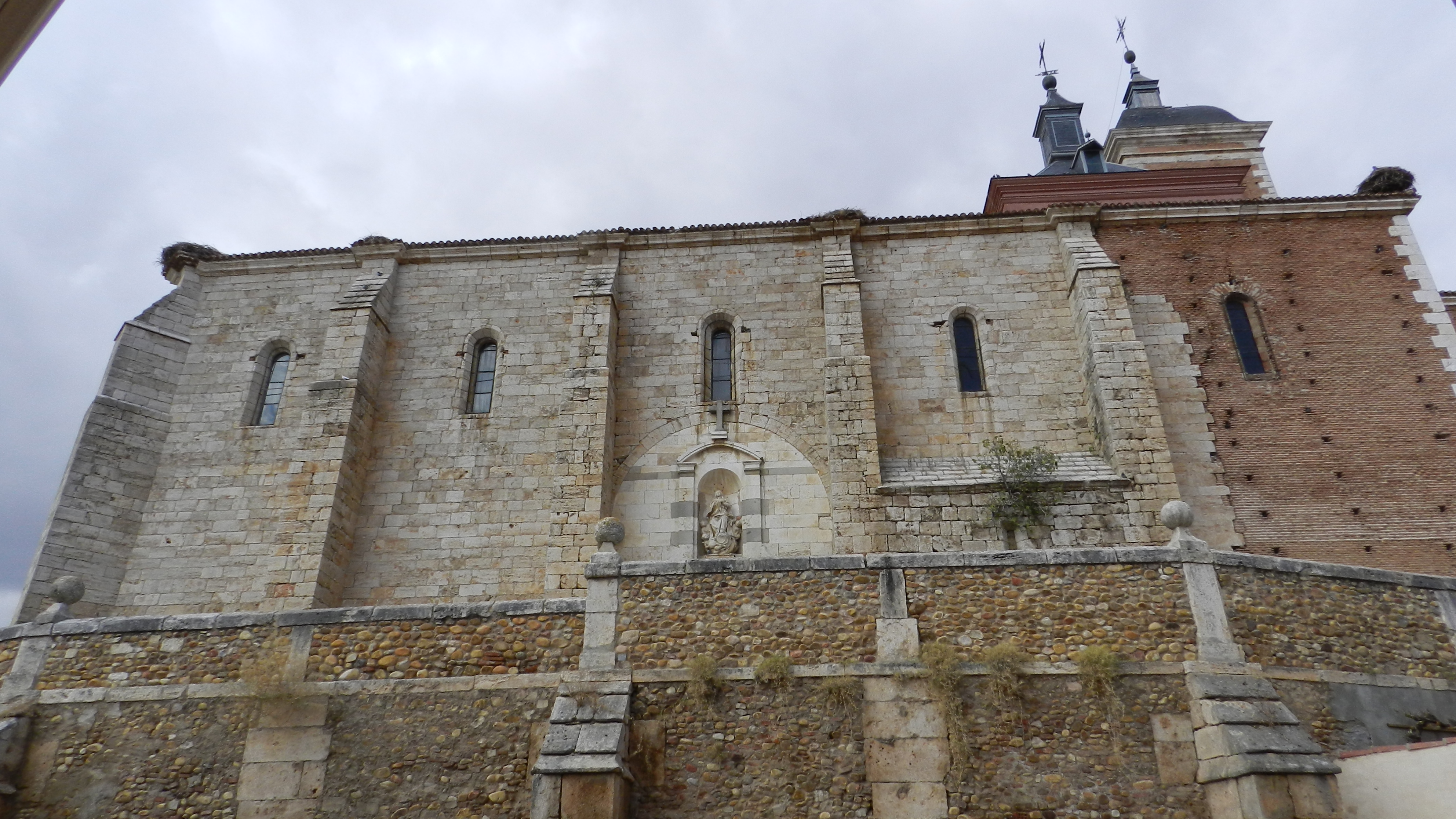
Vista sur y barbacana
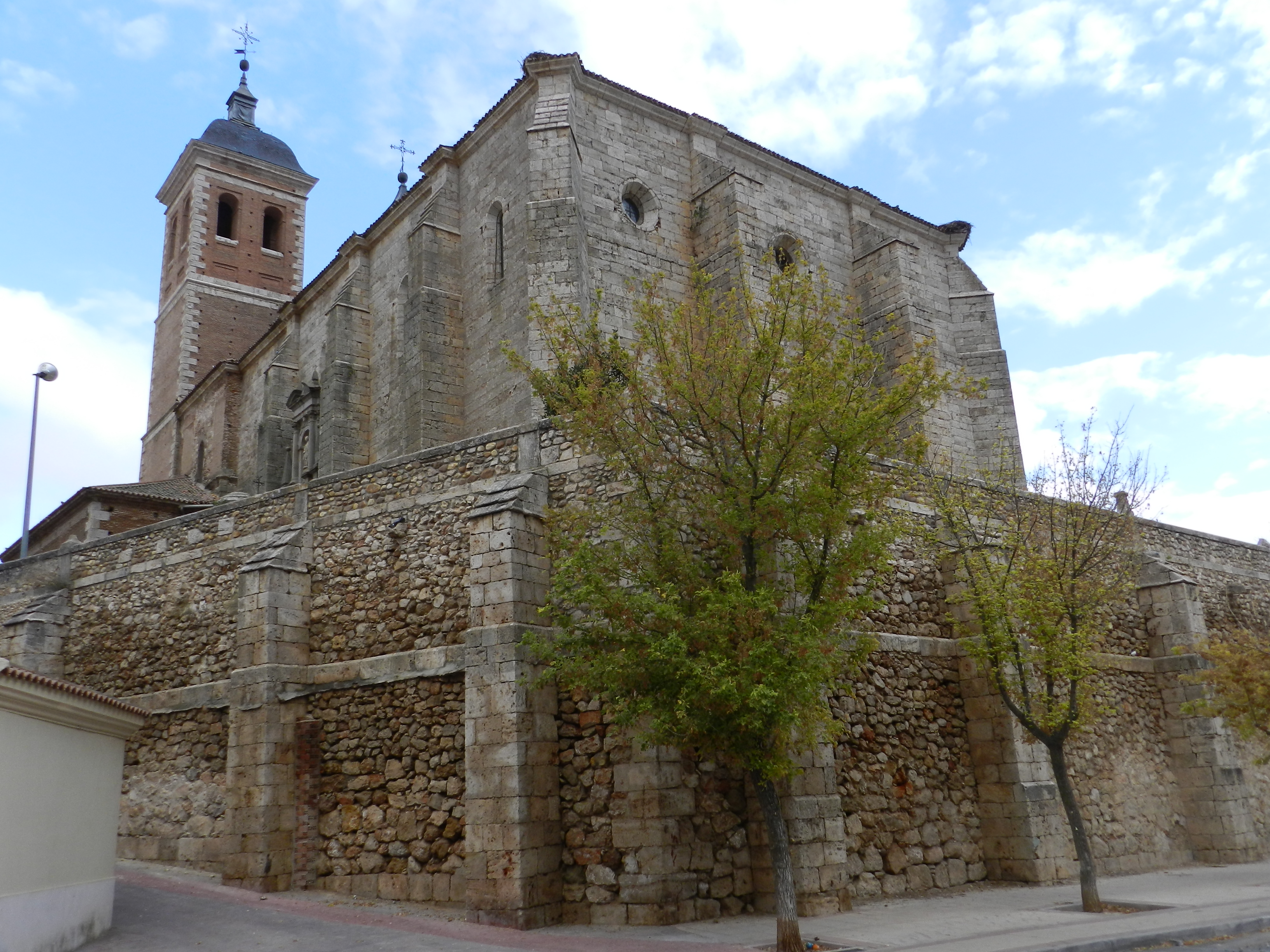
La gran barbacana
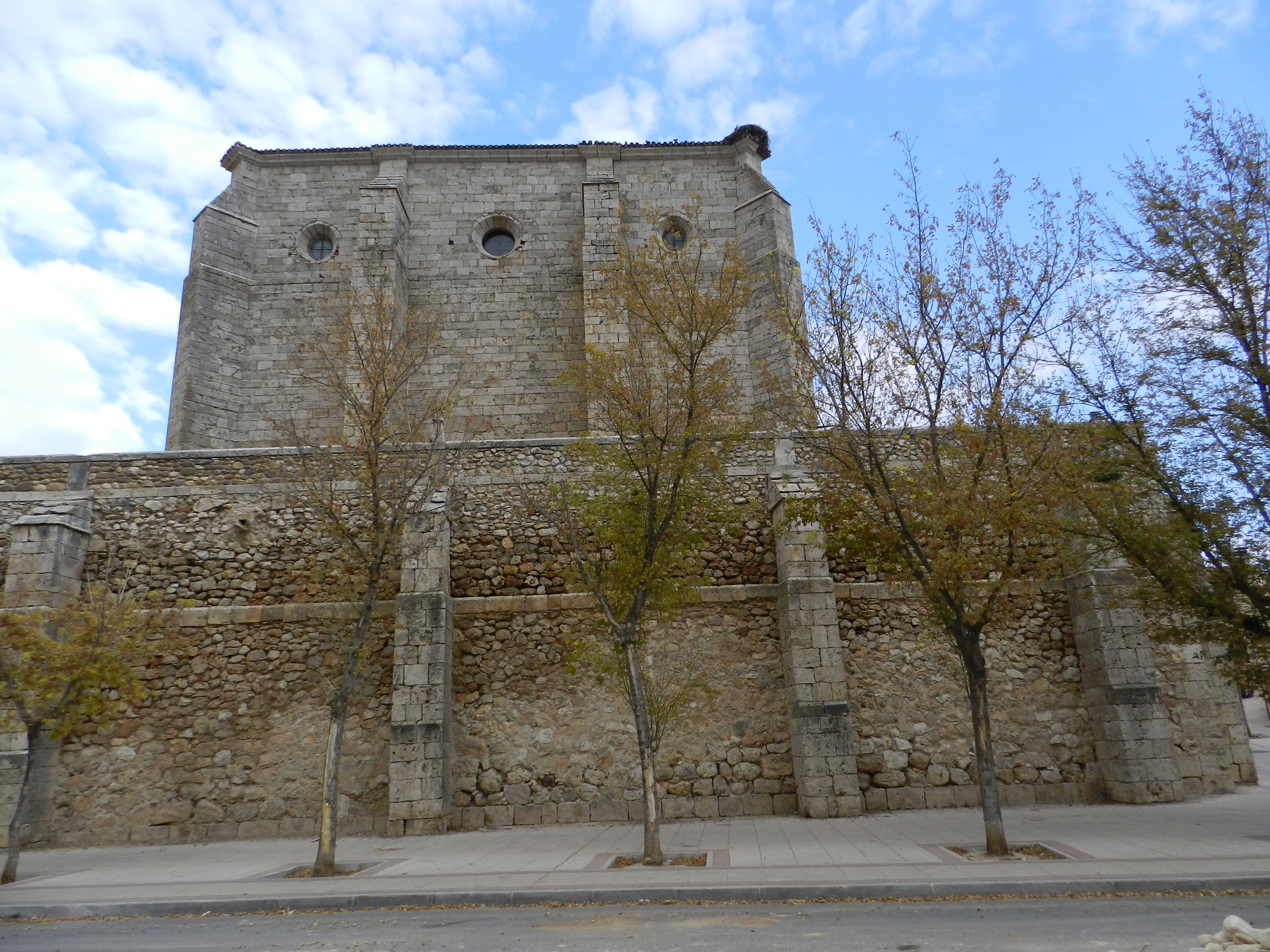
Fachada oeste
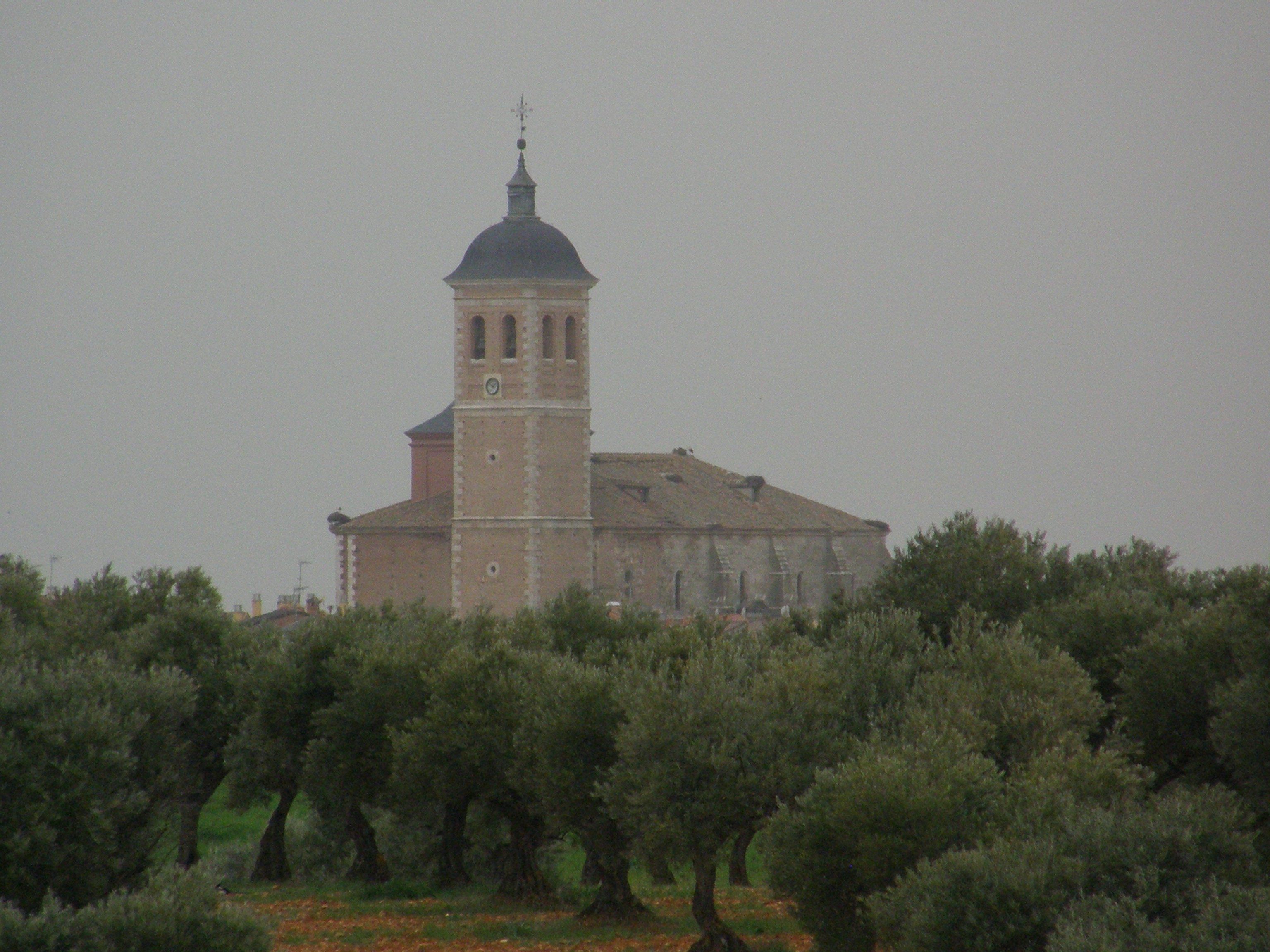
Vista desde camino de Villanueva
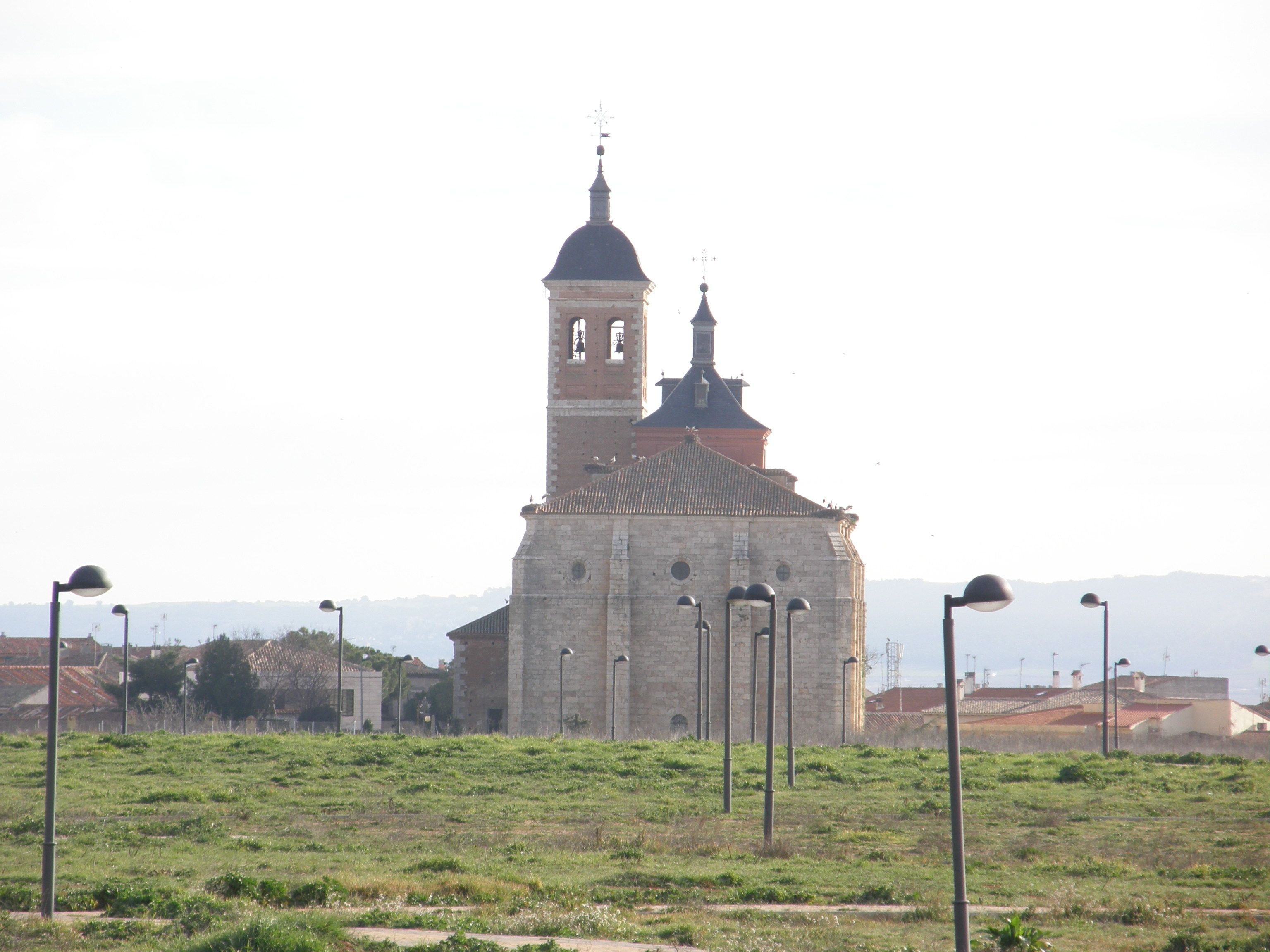
Vista carretera de Camarma
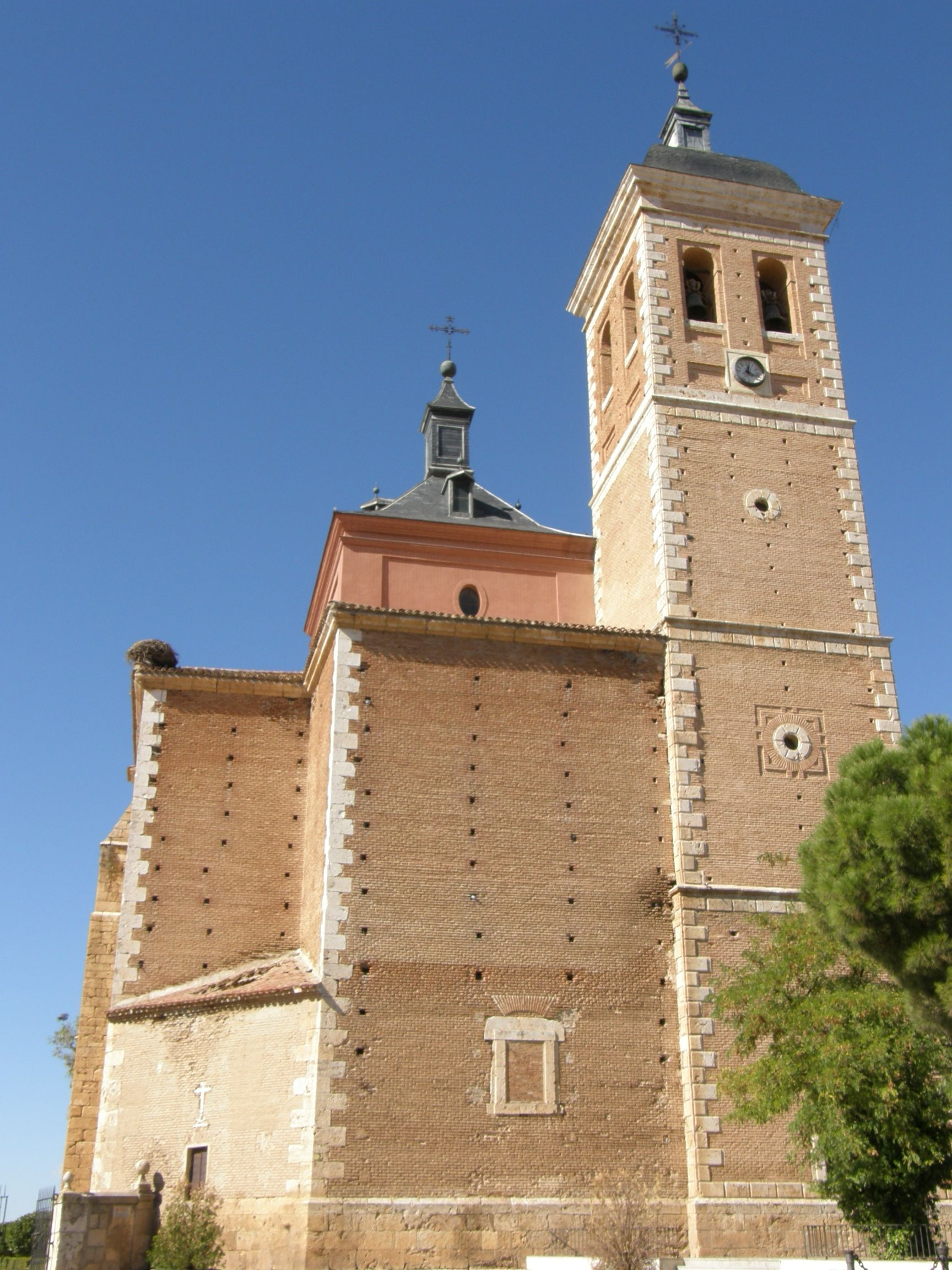
La Torre y la cabecera
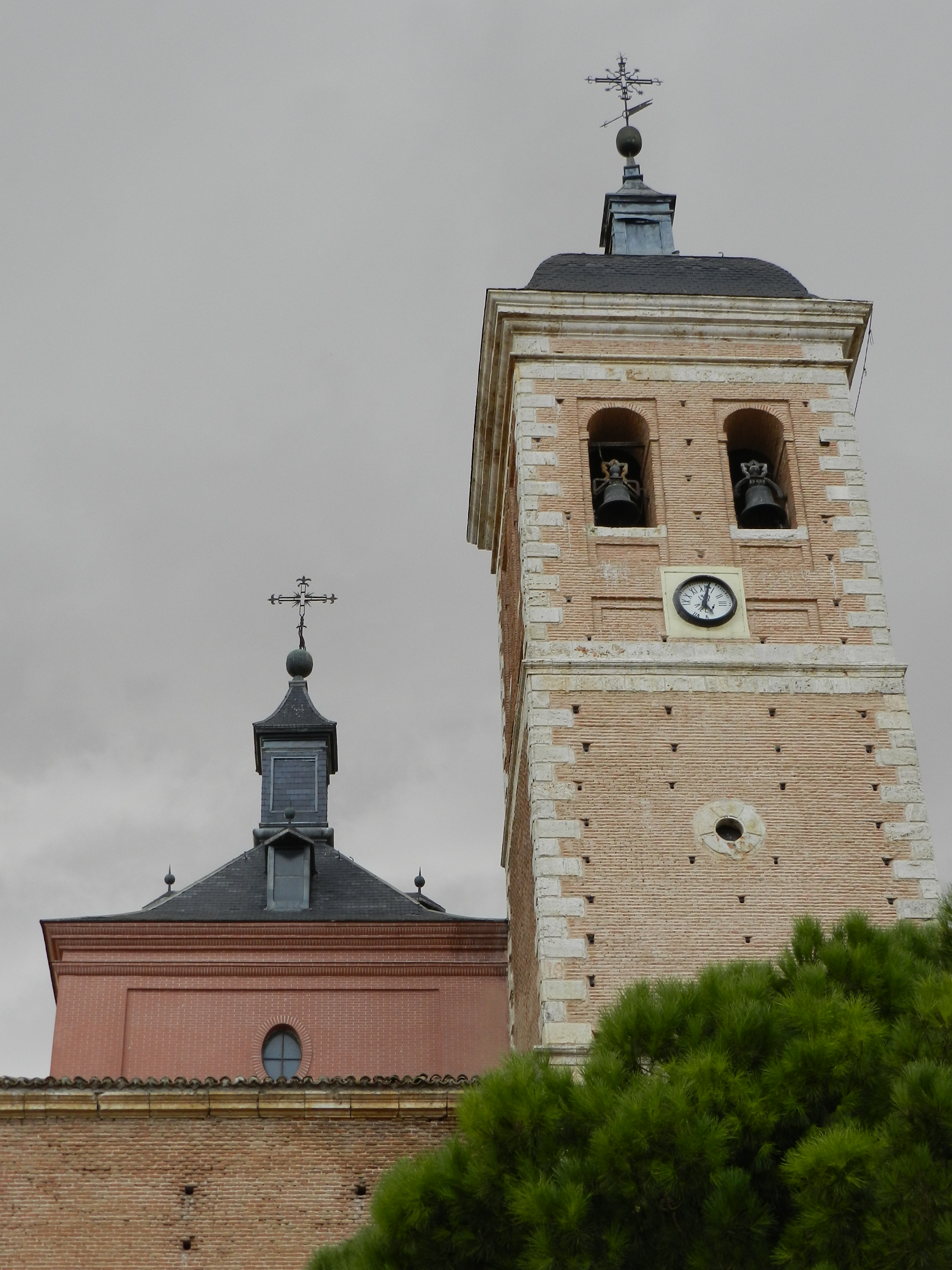
Torre campanario
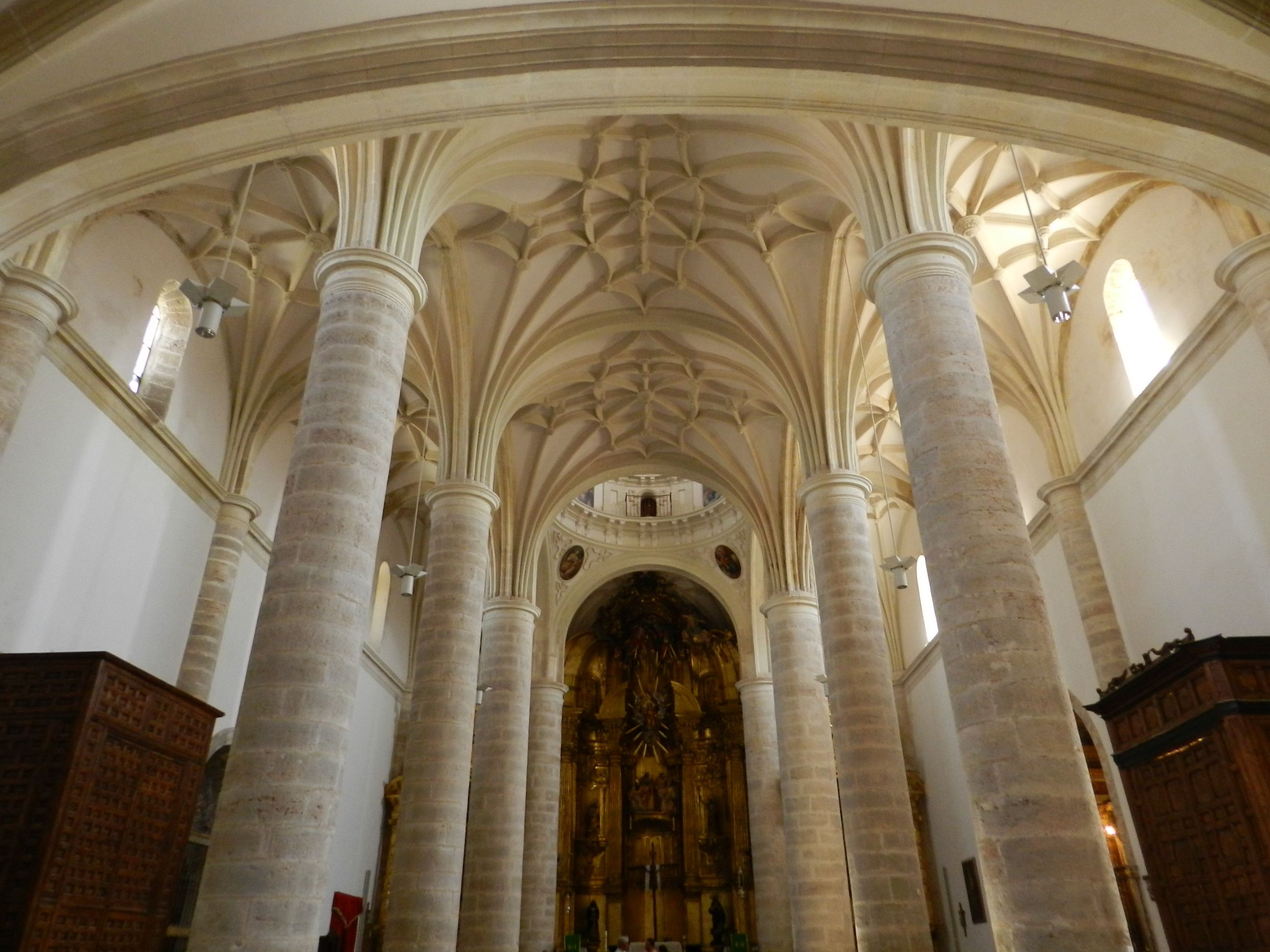
Nave central hacia el coro
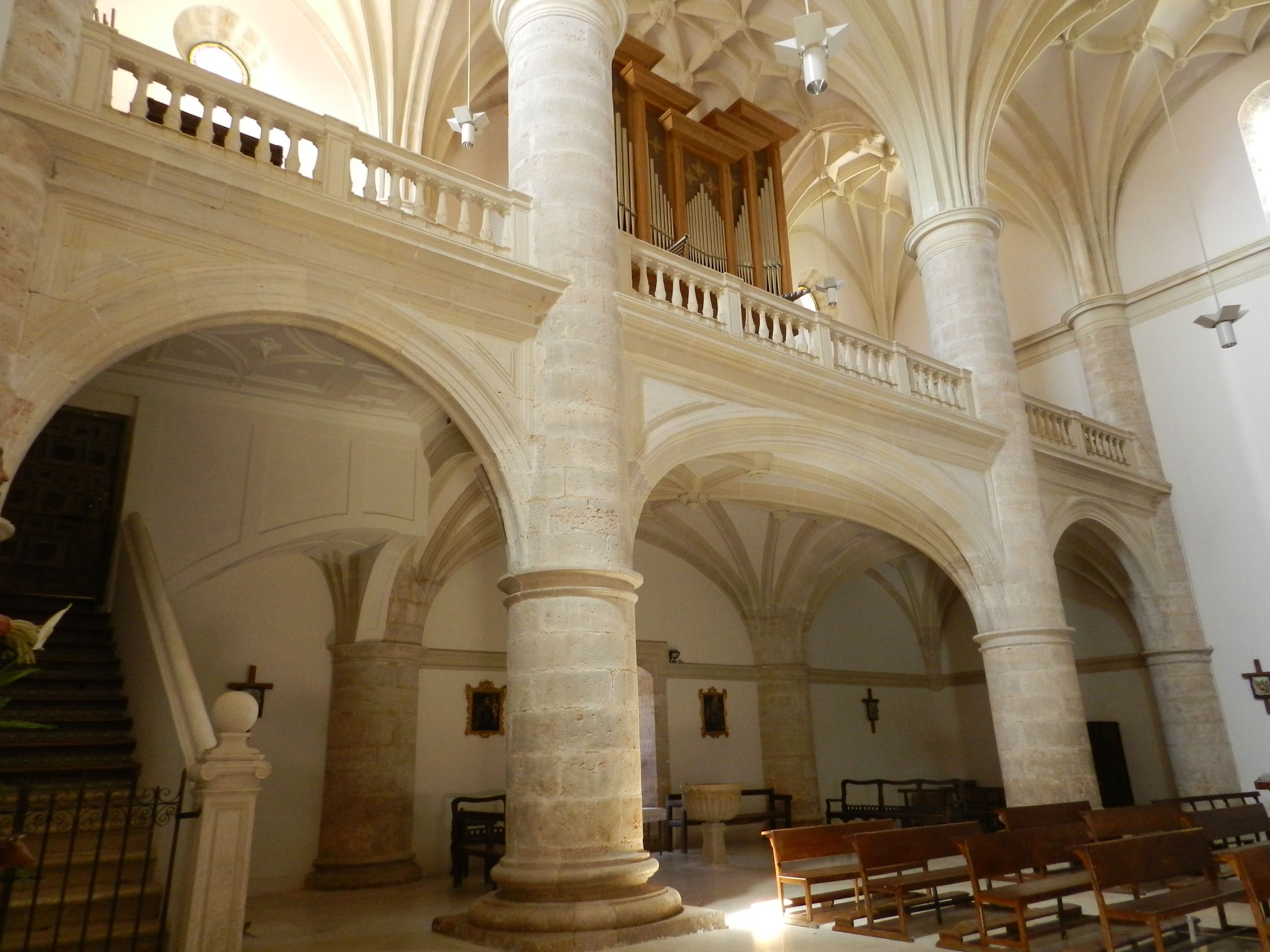
Coro y órgano nuevo
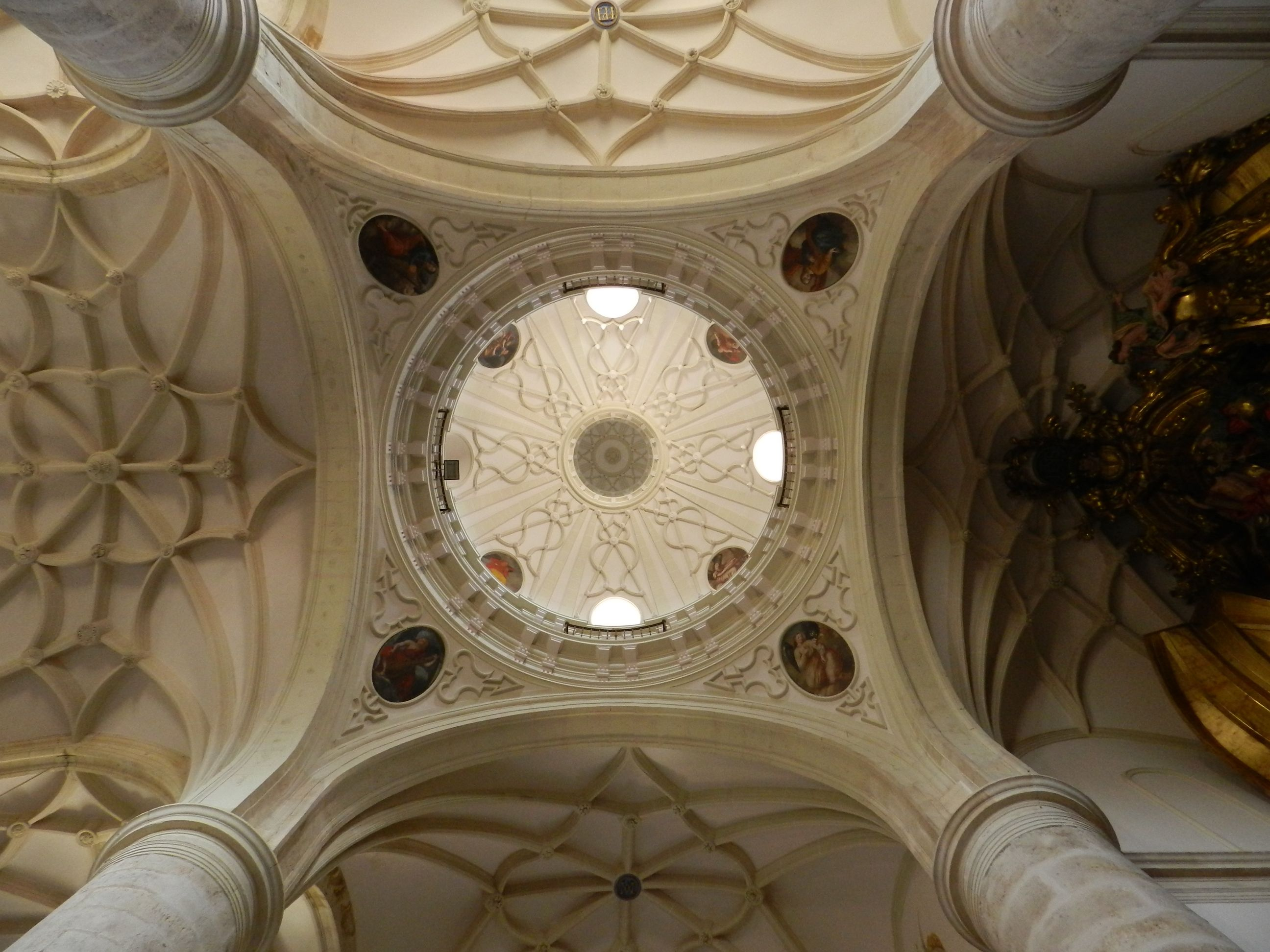
Crucero y cúpula
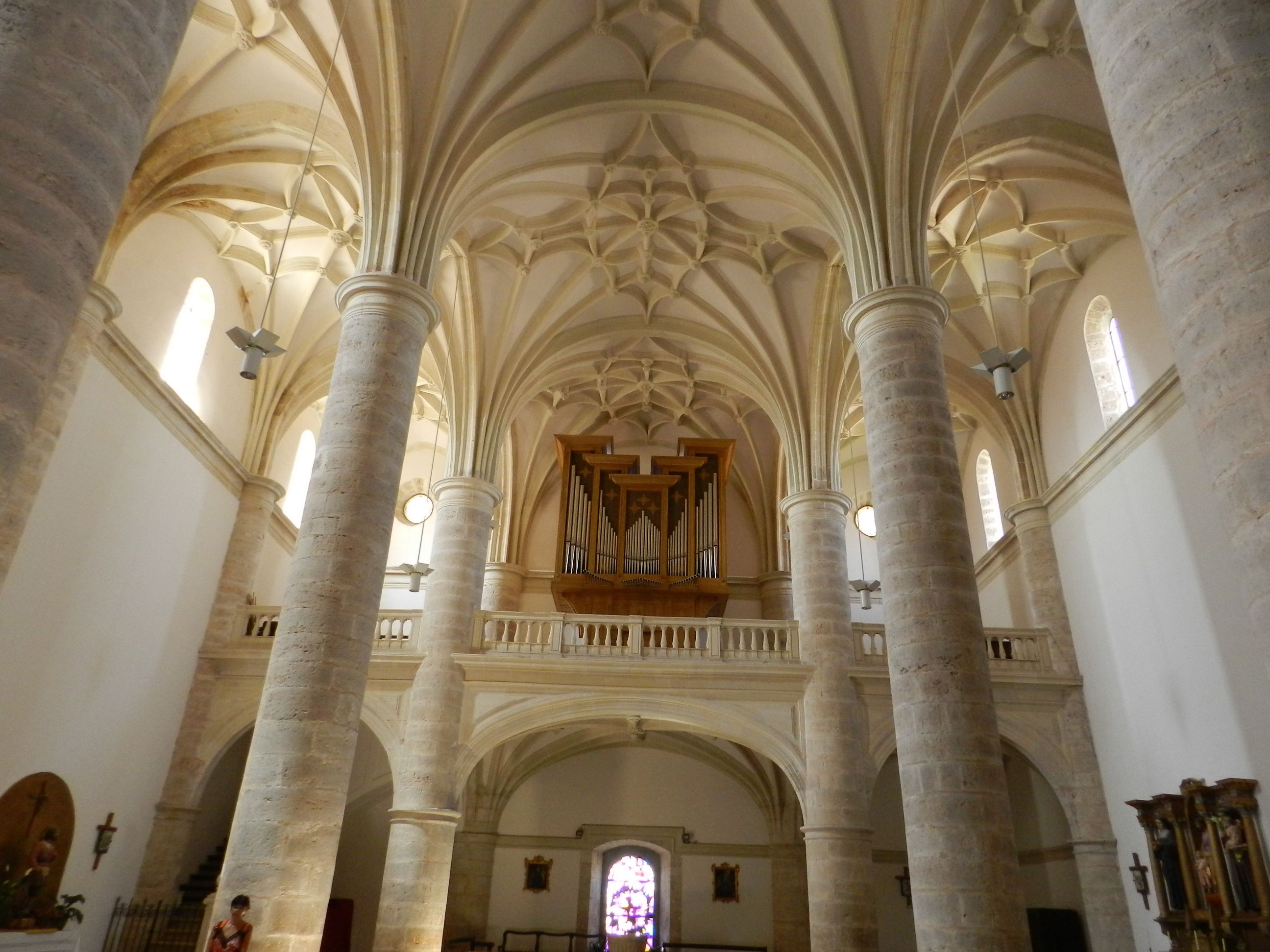
Grandes pilares
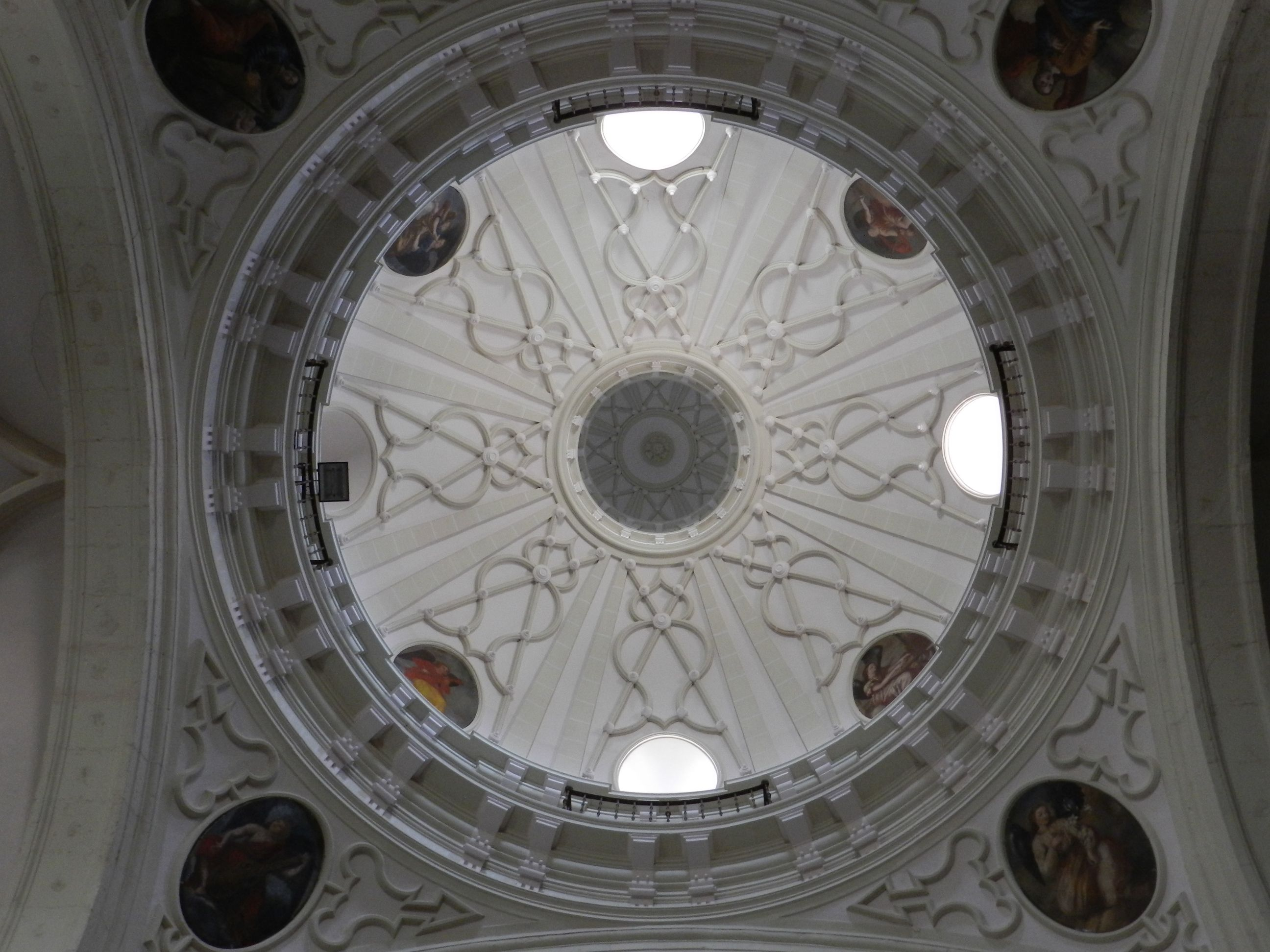
Cúpula vista interior
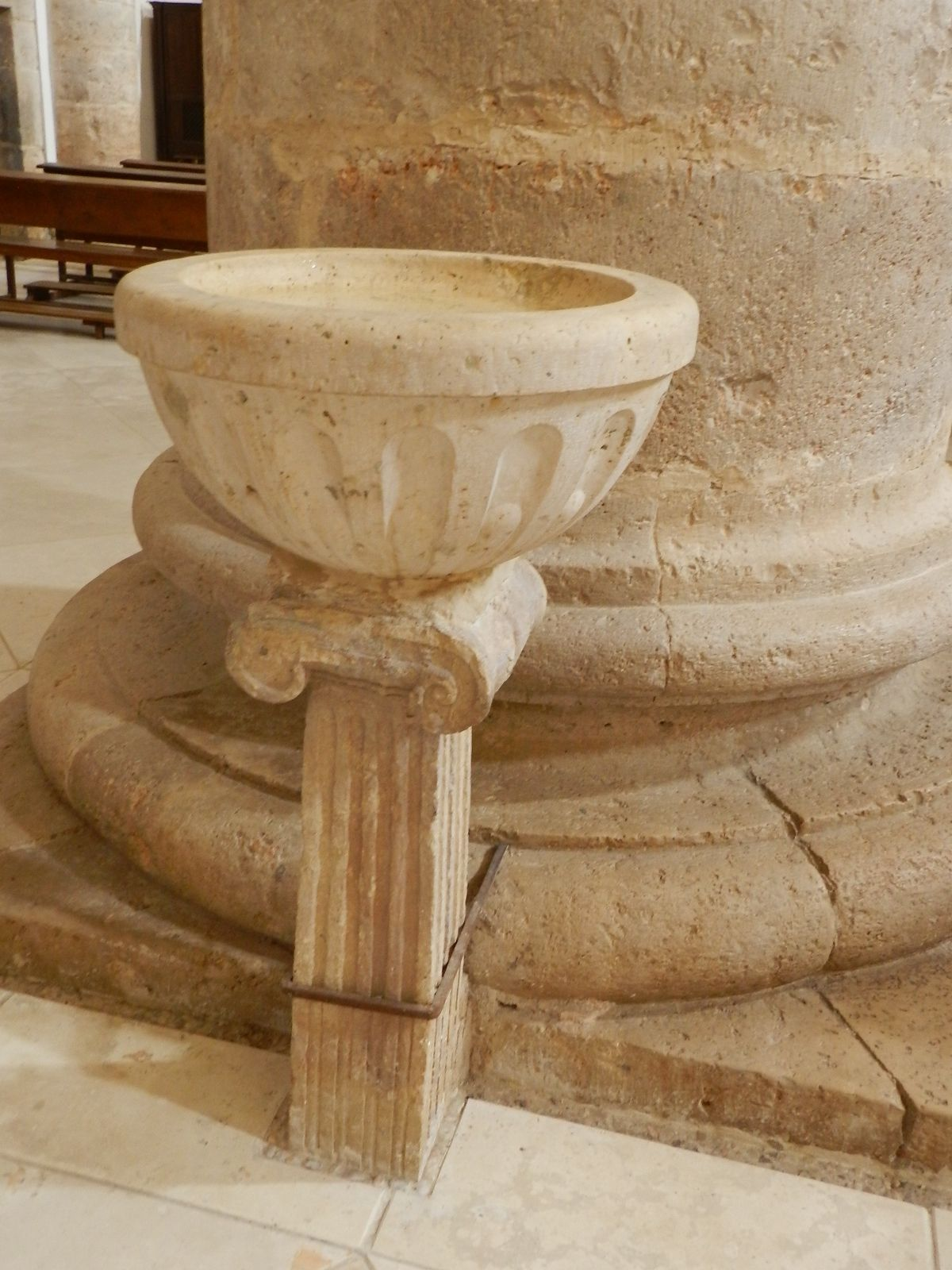
Pila renacentista
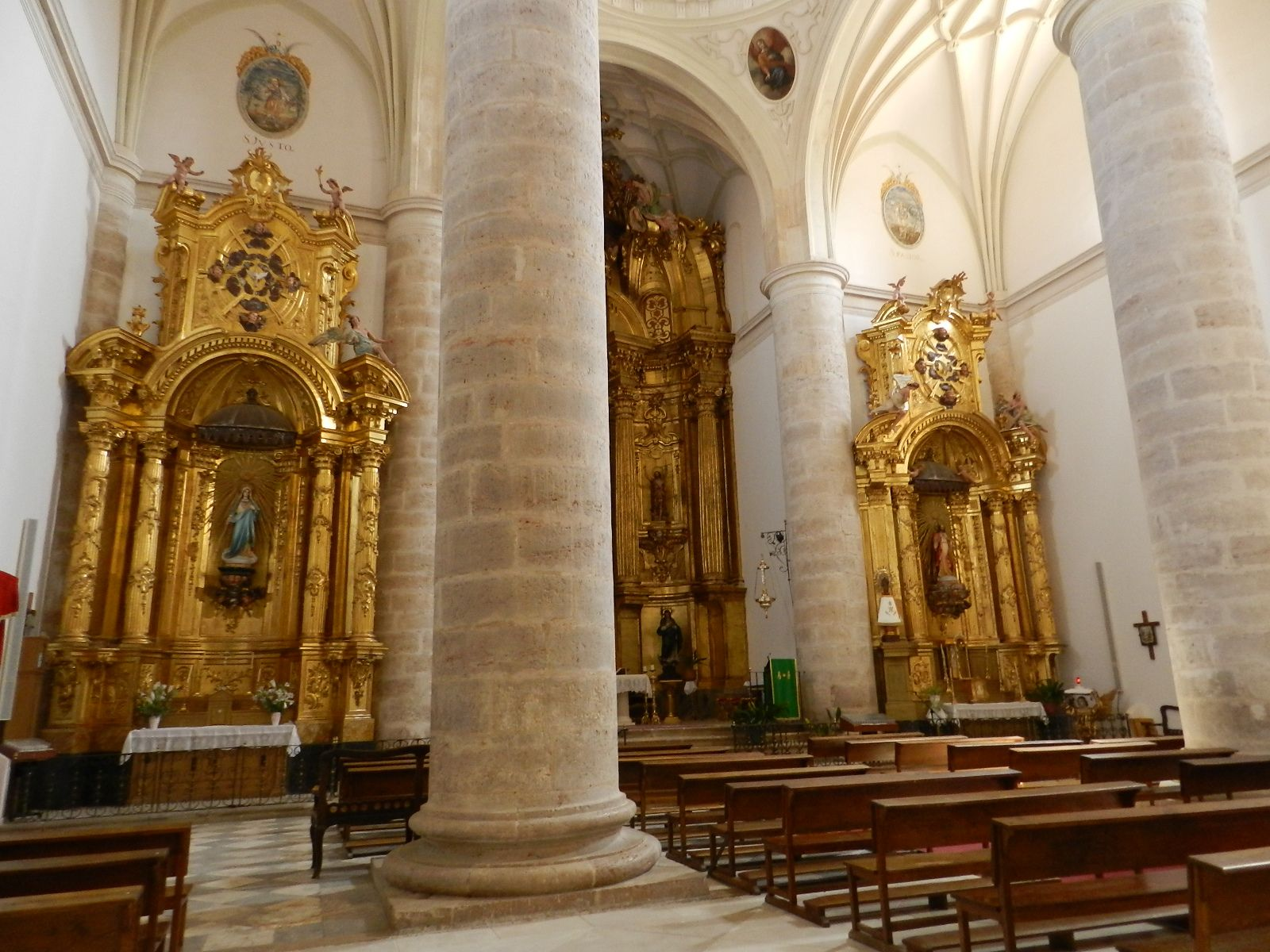
Las tres naves
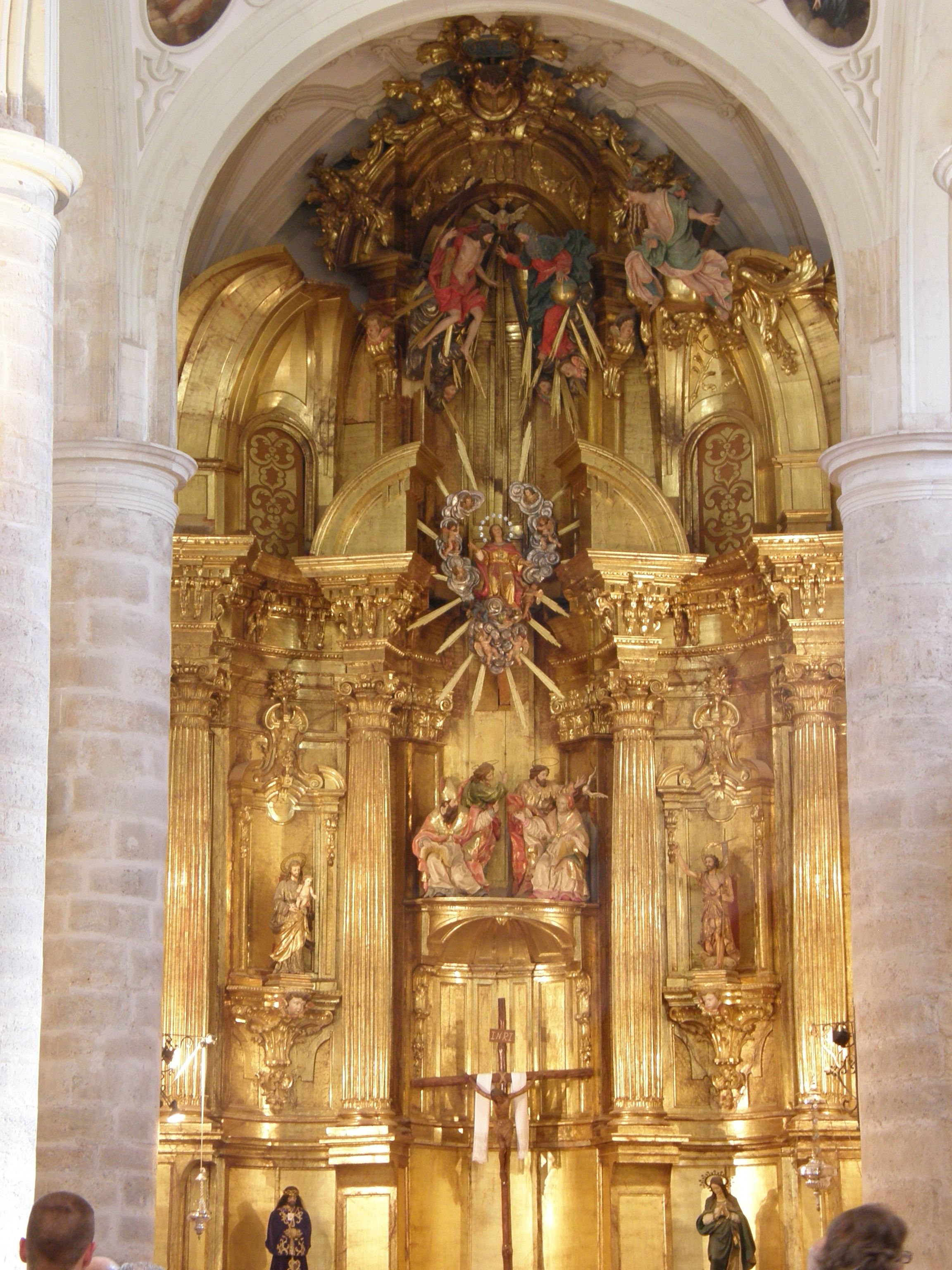
Retablo barroco
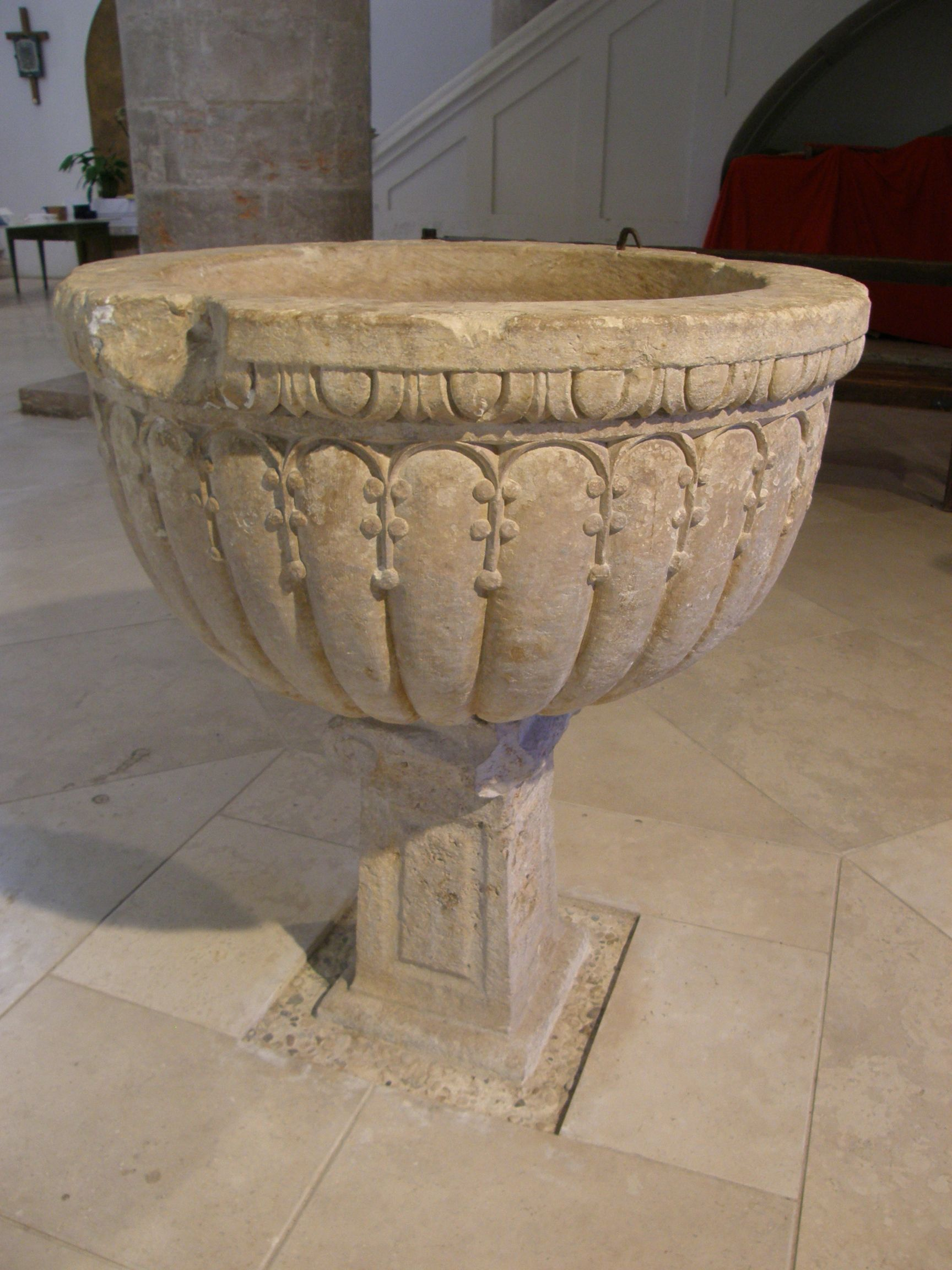
Pila bautismal
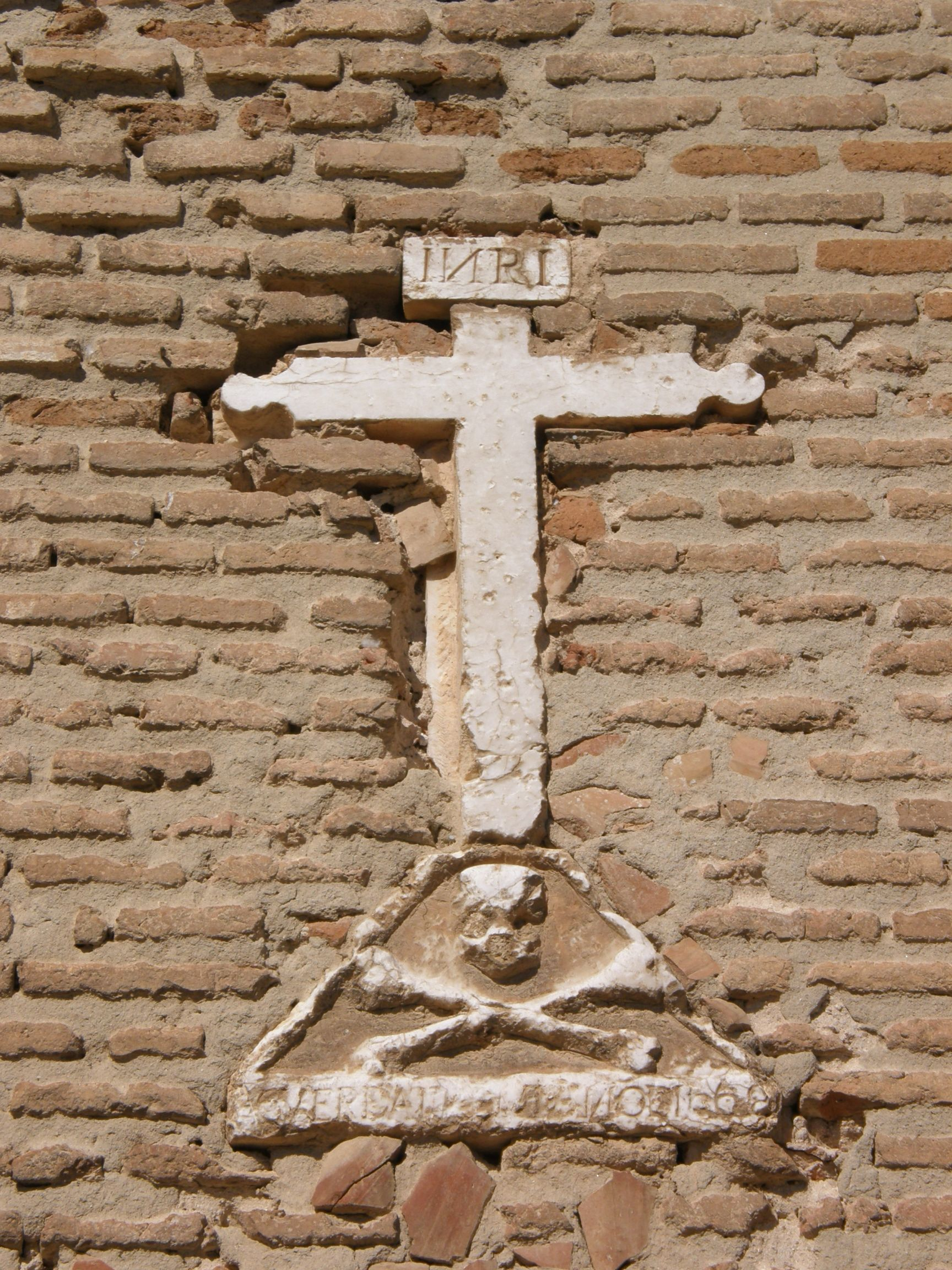
Cruz en la fachada
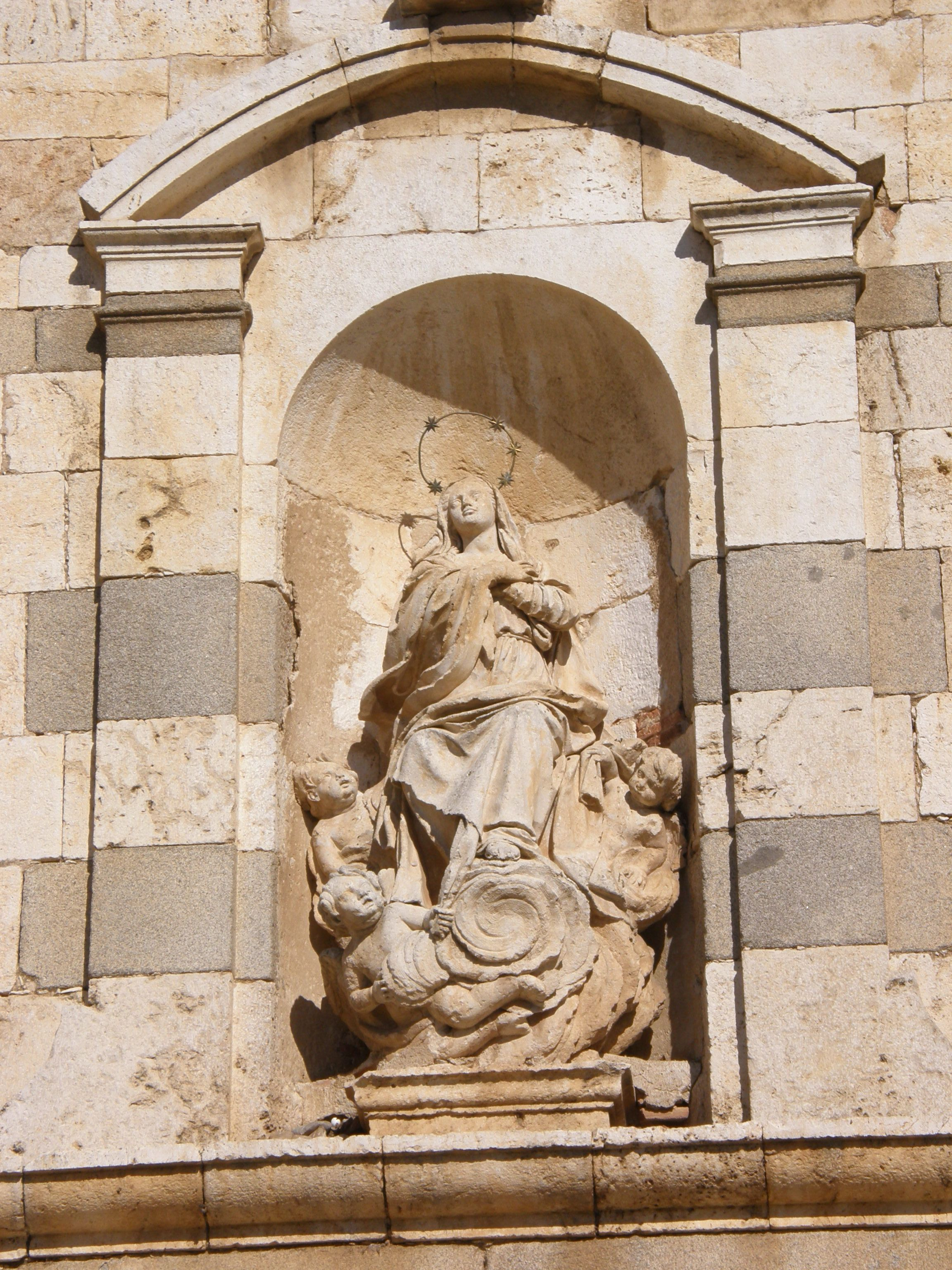
Asunción puerta sur
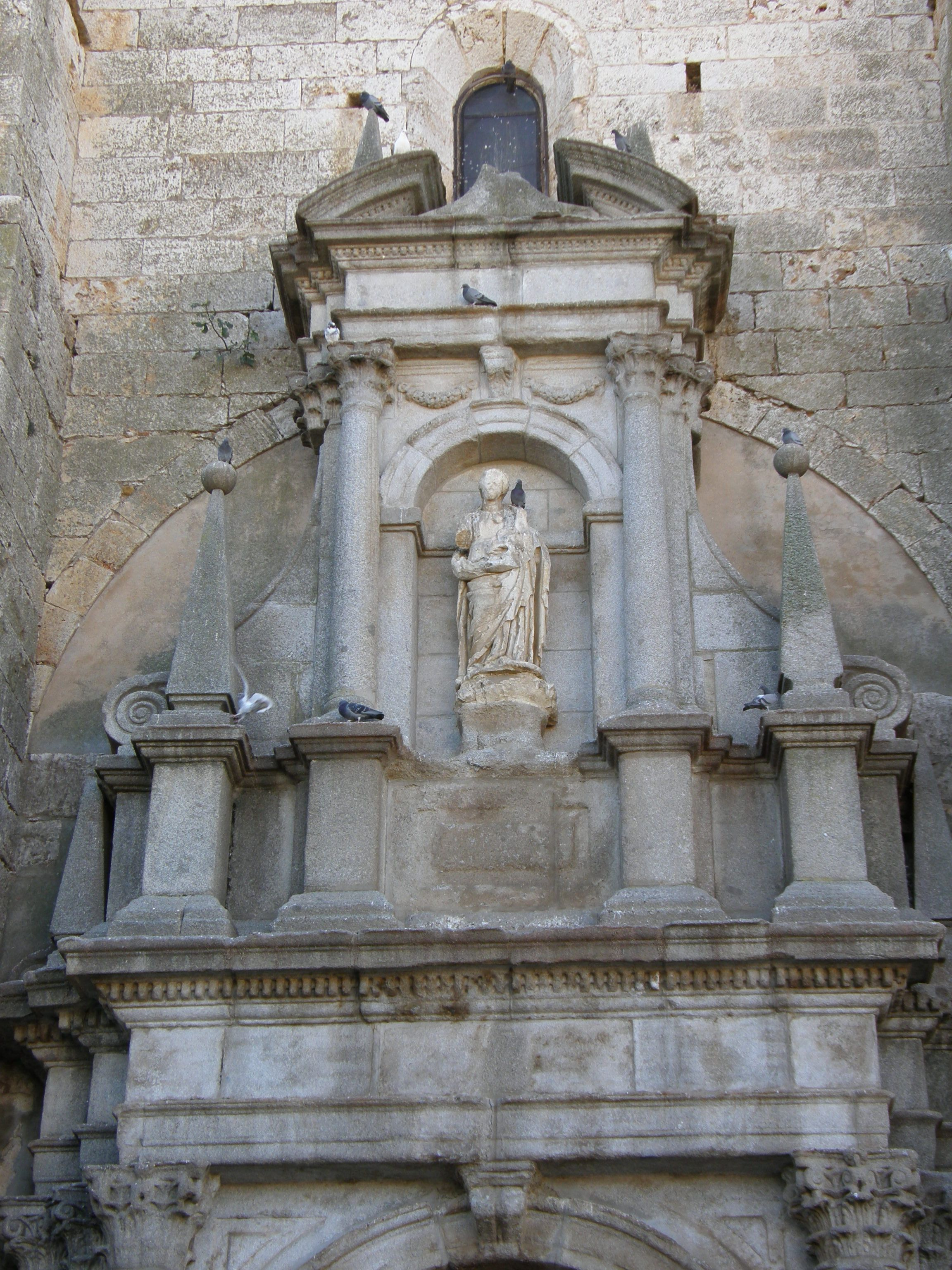
Remate puerta norte
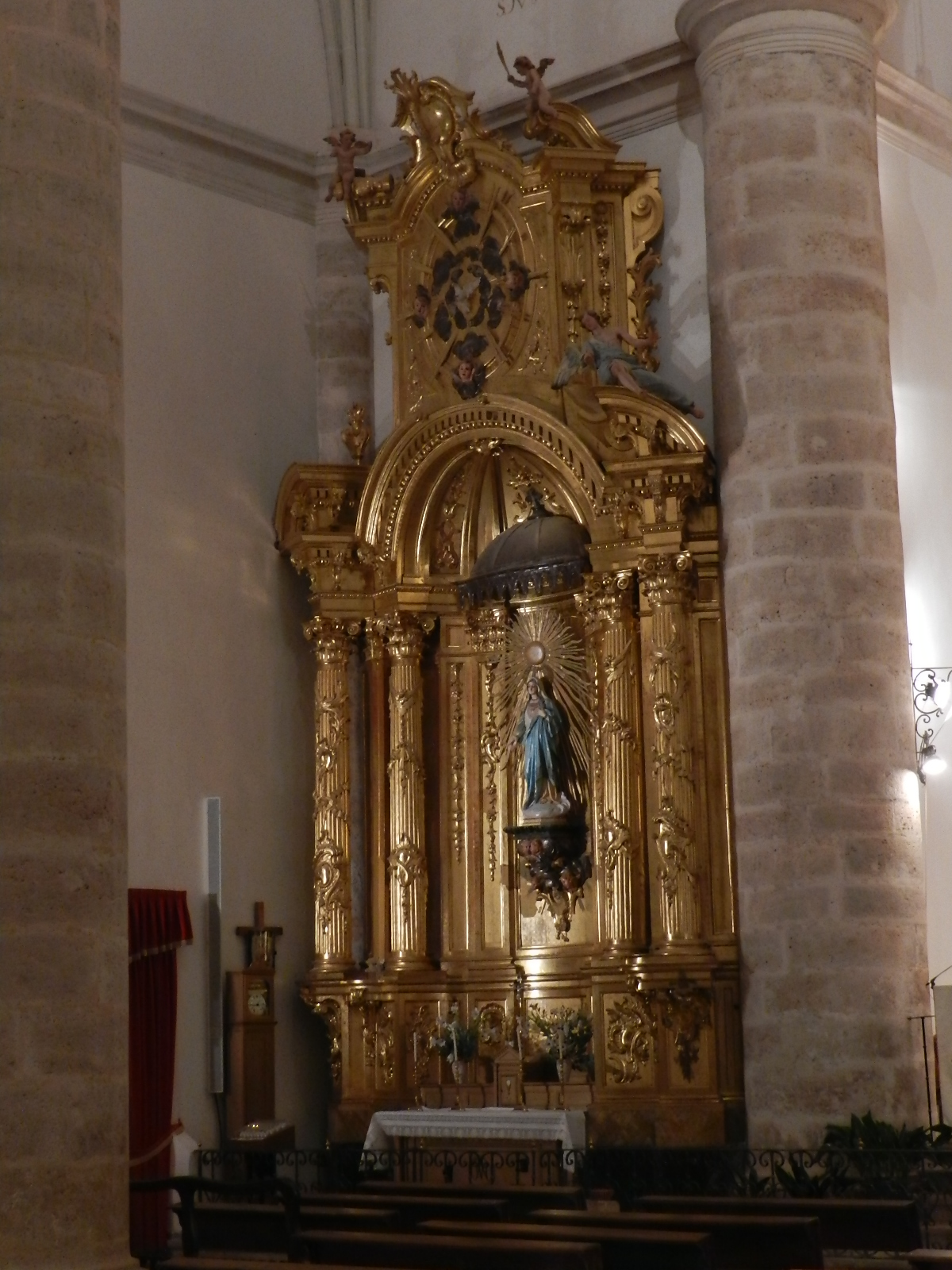
Altar de S. Justo
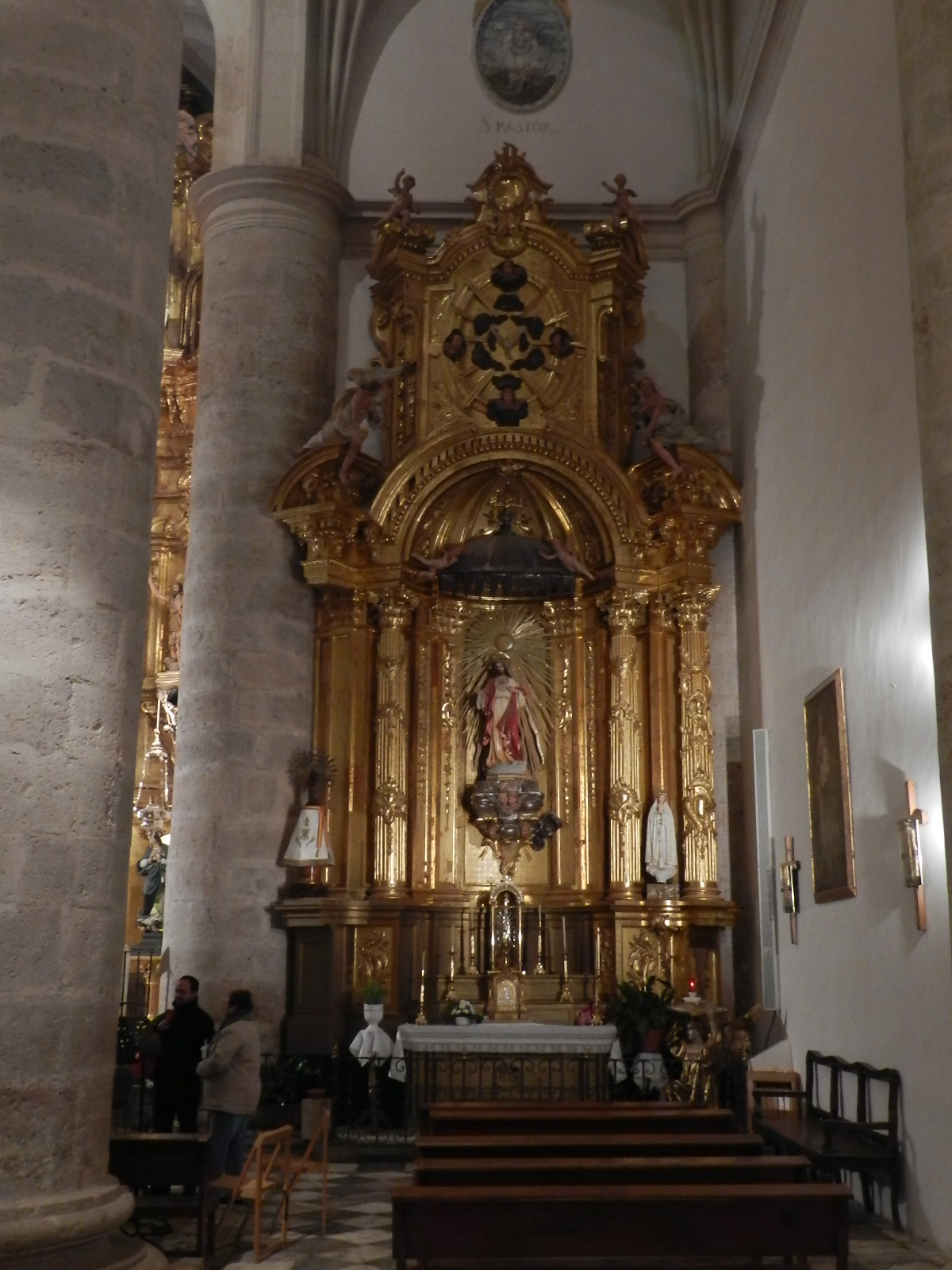
Altar de S. Pastor
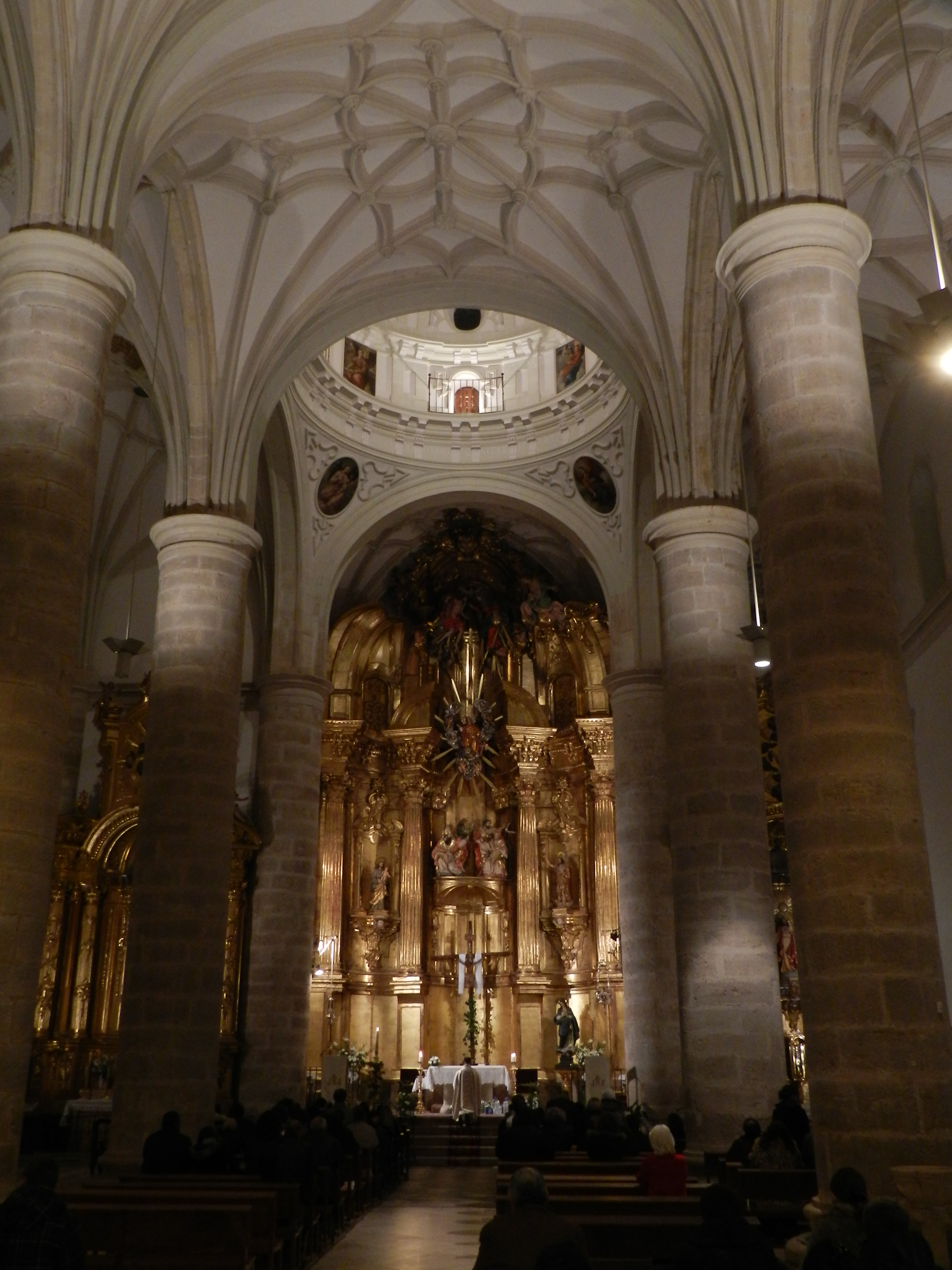
Nave y retablo
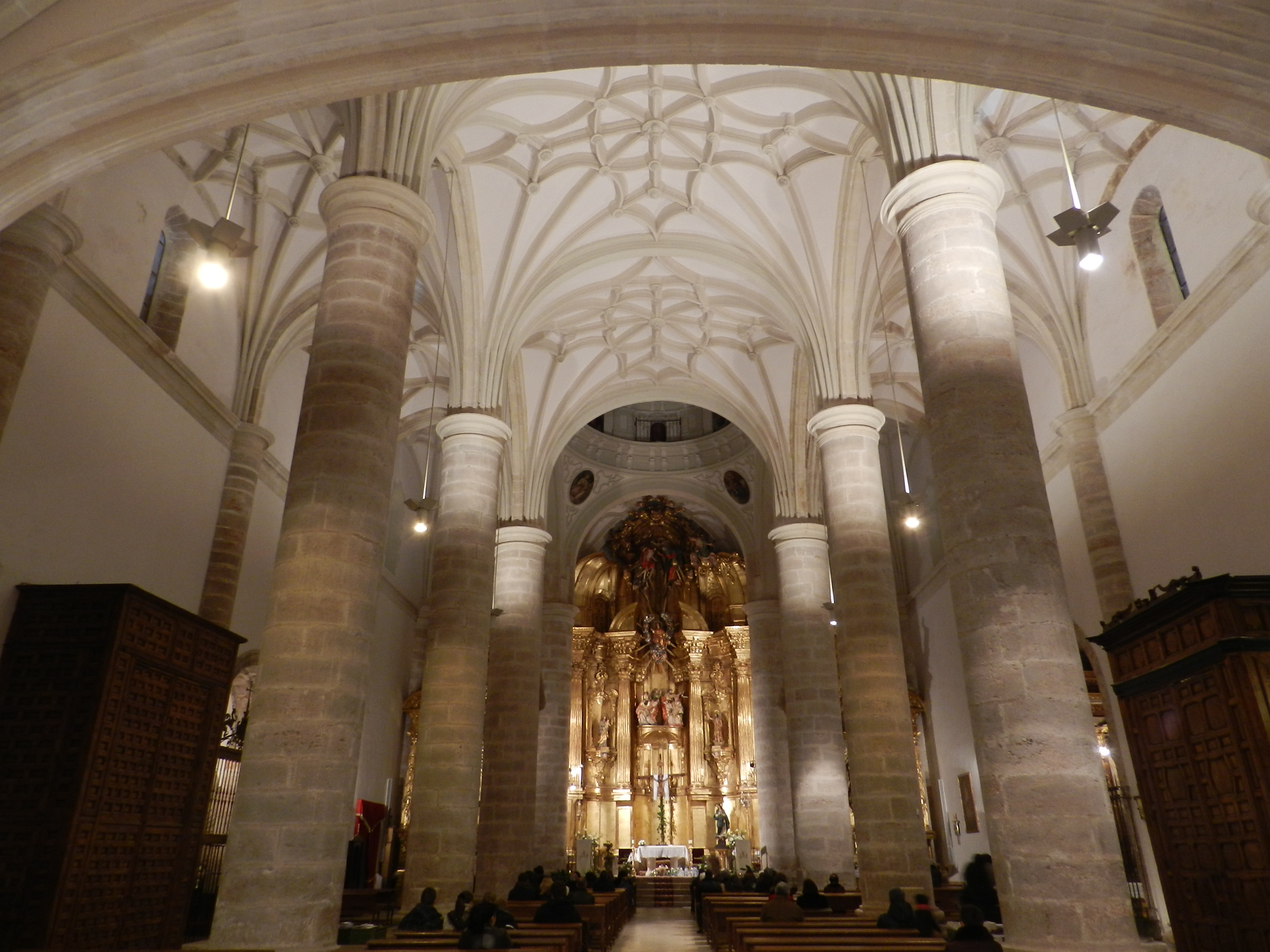
Desde el coro